# Aloysius Isaac Mandlenkhosi Zwane
Aloysius Isaac Mandlenkhosi Zwane (* 6. Mai 1932 in Msunduza, Protektorat Swasiland; † 10. August 1980) war ein swasiländischer römisch-katholischer Geistlicher und Bischof von Manzini.

## Leben
Aloysius Isaac Mandlenkhosi Zwane empfing am 12. Juli 1964 das Sakrament der Priesterweihe für das Bistum Manzini.
Am 24. Januar 1976 ernannte ihn Papst Paul VI. zum Bischof von Manzini. Der Bischof von Eshowe, Mansuet Dela Biyase, spendete ihm am 16. Mai desselben Jahres die Bischofsweihe; Mitkonsekratoren waren der Bischof von Umtata, Peter Fanyana John Butelezi OMI, und der Bischof von Kimberley, Erwin Hecht OMI.